# Четвертово
Четвертово (рос. Четвертово) — присілок в Росії у складі Ардатовського району Нижньогородської області. Входить до складу Хрипуновської сільської ради.

## Населення
| 1999 | 2002 | 2010 |
| ---- | ---- | ---- |
| 22   | ↘15  | ↘7   |